# Jensa Sirdal
Jensa Sirdal (* 8. Juli 1980) ist eine ehemalige färöische Fußballspielerin.

## Verein
Sirdal spielte seit ihrer Jugend bei KÍ Klaksvík. Insgesamt bestritt sie 132 Erstligaspiele, ihr Debüt gab sie am sechsten Spieltag 1995 im Alter von 14 Jahren beim 2:2 im Auswärtsspiel gegen B36 Tórshavn. Sie entwickelte sich zur Stammspielerin und stand ein Jahr später im Pokalfinale, welches mit 1:3 gegen HB Tórshavn verloren wurde. 1997 folgte die erste Meisterschaft an der Seite von Spielerinnen wie Rannvá Biskopstø Andreasen, Malena Josephsen, Annelisa Justesen und Ragna Biskopstø Patawary. Das Pokalfinale wurde jedoch mit 1:5 gegen B36 Tórshavn verloren. Nach einem Jahr Pause für Sirdal unterlag KÍ Klaksvík auch 1999 im Finale des Pokals, diesmal mit 3:4 nach Verlängerung gegen HB Tórshavn. Im Jahr darauf gelang das Double aus Meisterschaft und Pokal durch einen 2:0-Finalsieg gegen HB Tórshavn. Erst am zweiten Spieltag 2002 gelang Sirdal das erste Pflichtspieltor beim 9:1-Auswärtssieg gegen Skála ÍF, als sie den Endstand markierte. 2004 und 2005 bestritt Sirdal nur noch verhältnismäßig wenig Spiele für den Verein, 2006 pausierte sie komplett und kehrte ein Jahr später als Stammspielerin zurück. 2008 spielte sie ein letztes Mal für KÍ. Sie gewann im Laufe ihrer Karriere neun Meisterschaften und fünf Pokaltitel. Bei den späteren Erfolgen zählten unter anderem Bára Skaale Klakstein, Randi S. Wardum und Olga Kristina Hansen zum Team.

### Europapokal
Sirdal absolvierte insgesamt acht Spiele im UEFA Women’s Cup, das erste davon in der Vorrunde 2001/02 beim 2:1-Sieg gegen USC Landhaus Wien, wobei sie in der 69. Minute gegen Ann Stauss ausgewechselt wurde. Ihre letzte Partie absolvierte sie in der Vorrunde 2003/04 bei der 3:5-Niederlage gegen FC Codru Anenii Noi.

## Nationalmannschaft
Mit der U-19-Auswahl des Landes bestritt Sirdal 1997 zwei EM-Qualifikationsspiele,  für die A-Nationalmannschaft wurde sie nie nominiert.

## Erfolge
- 9× Färöischer Meister: 1997, 2000, 2001, 2002, 2003, 2004, 2005, 2007, 2008
- 5× Färöischer Pokalsieger: 2000, 2002, 2003, 2004, 2007